# 北見川東インターチェンジ
北見川東インターチェンジ（きたみかわひがしインターチェンジ）は、北海道北見市川東にある北見道路のインターチェンジ（地域活性化インターチェンジ）である。

## 歴史
- 2013年（平成25年）12月24日 : 地域活性化インターチェンジとして供用開始[1][2]。

## 周辺
- 北見大橋
- 柏陽駅（JR北海道・石北本線）
- 北見工業大学

## 接続する道路
- 直接接続
  - 北見市道川東東6号道路（オニオン道路）
- 間接接続
  - 北海道道122号北見端野美幌線

## 隣
E61 北見道路
(2) 北見中央IC - (2-1) 北見川東IC - (3) 北見東IC